# Gaysorn Village
Gaysorn Village (trước đây là Gaysorn Plaza) là một khu phức hợp tại khu vực Ratchaprasong của Băng Cốc. Nó bao gồm Gaysorn Tower, một toà nhà văn phòng, và trung tâm thương mại Amarin Plaza.
Toà nhà trung tâm thương mại có 5 tầng với hơn 100 cửa hàng với diện tích hơn 12.600 mét vuông. Hầm gửi xe dành cho 416 xe hơi, bao gồm dịch vụ gác cửa và đậu xe. Gaysorn được quản lý bởi Gaysorn Land Asset Management Co., Ltd., một đối tác giữa Gaysorn Group & Hongkong Land Limited. Trung tâm thương mại Gaysorn là một phần của quận mua sắm Ratchaprasong tại Băng Cốc.

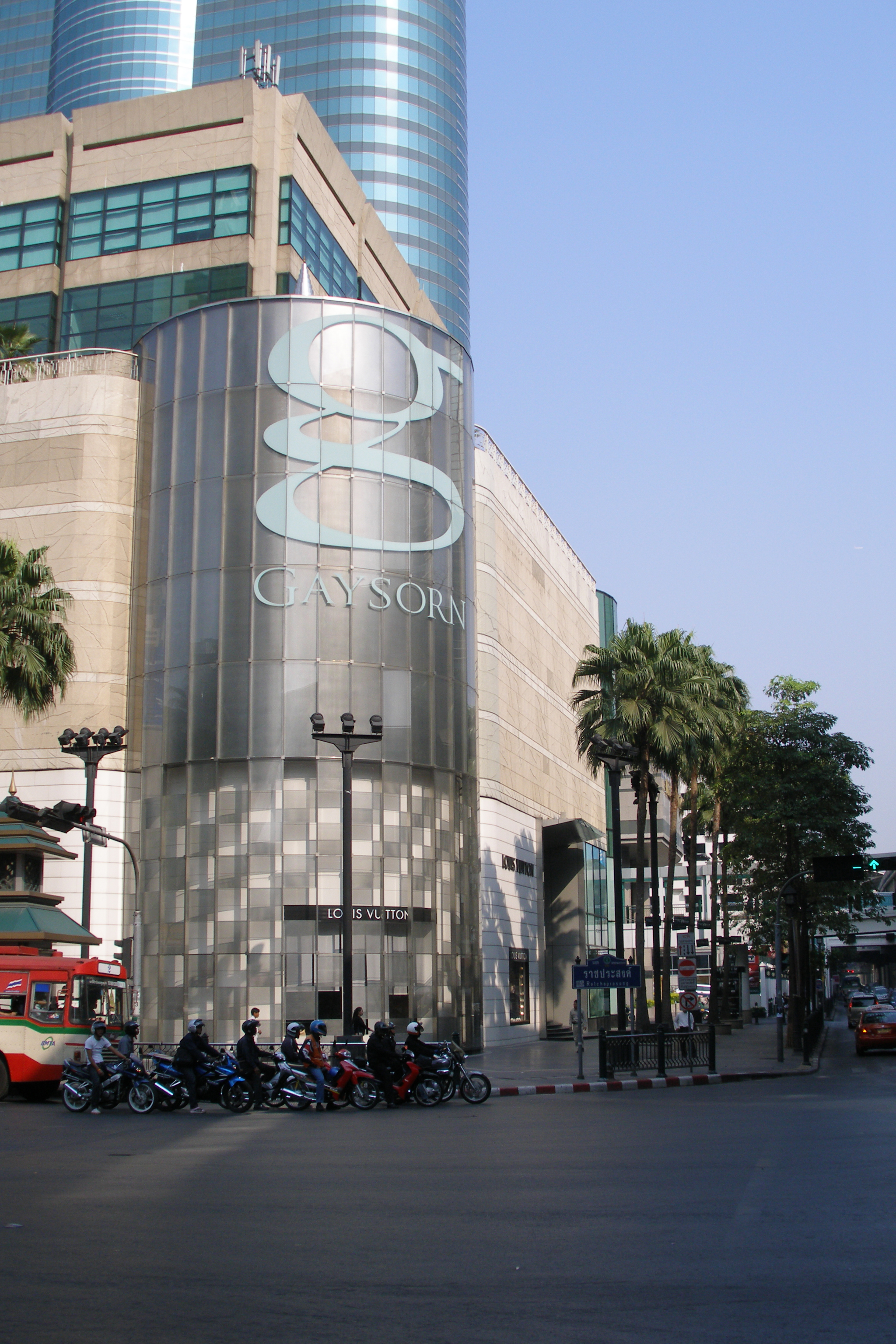
Gaysorn
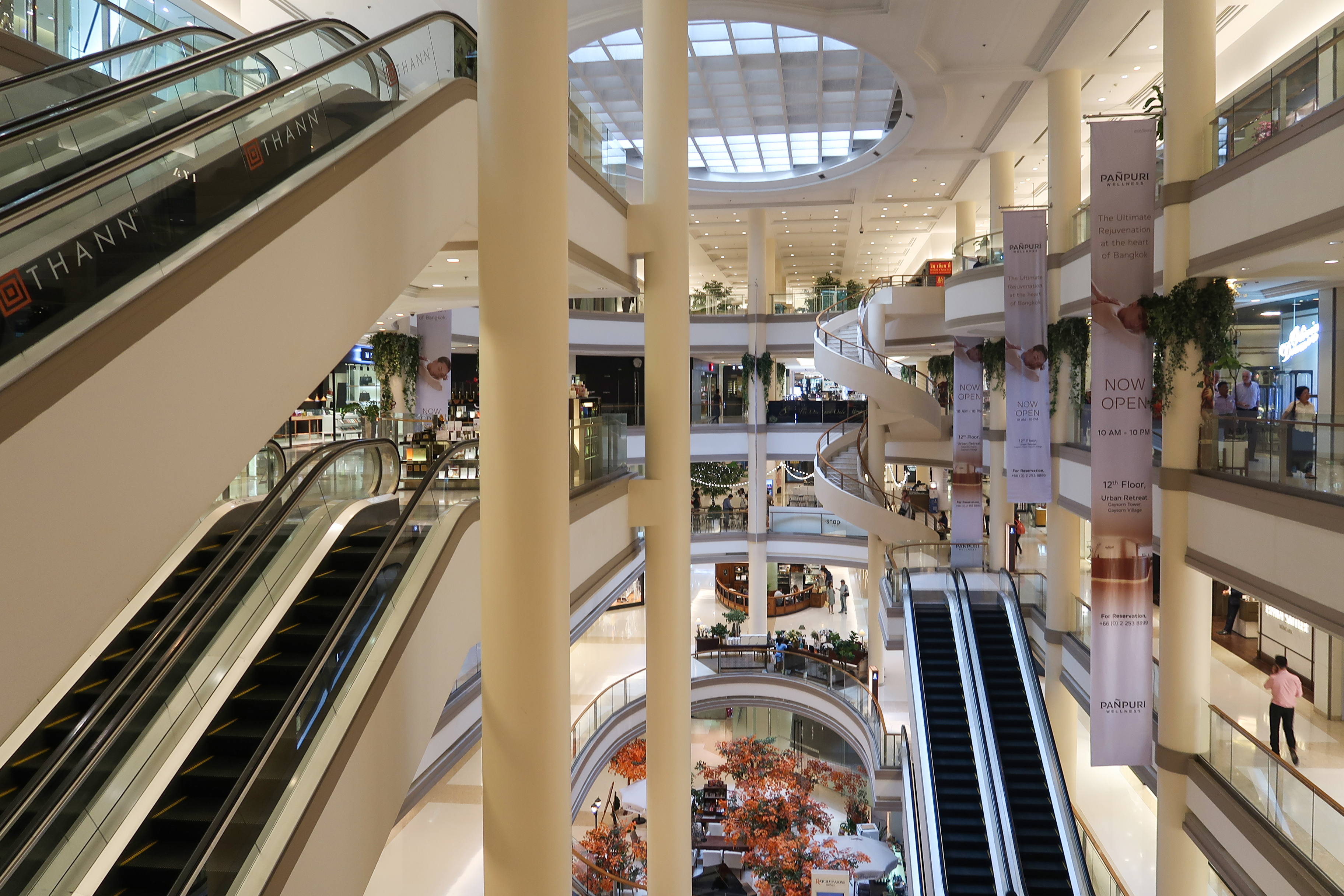
Hình ảnh Gaysorn Atrium
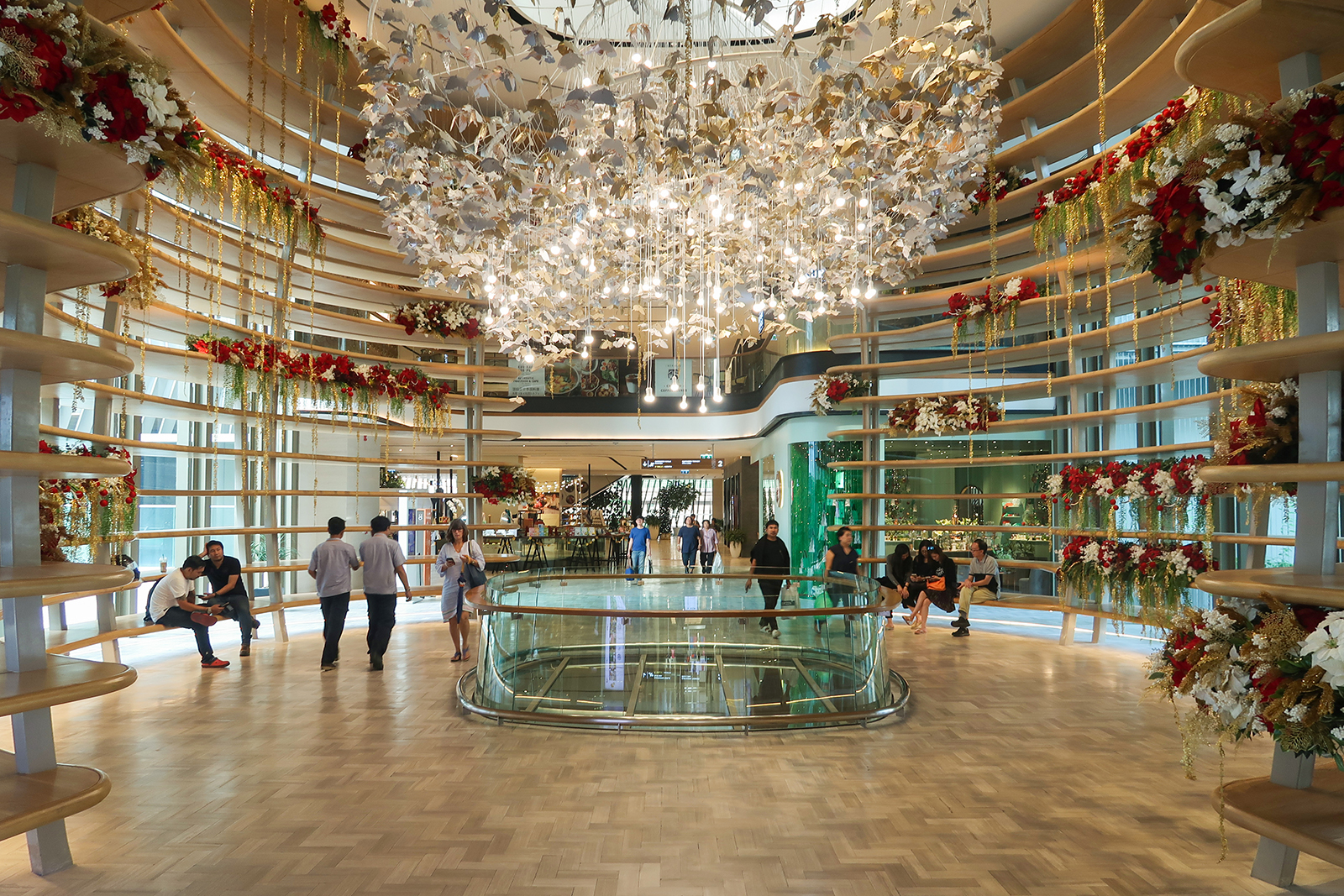
Gaysorn Cocoon
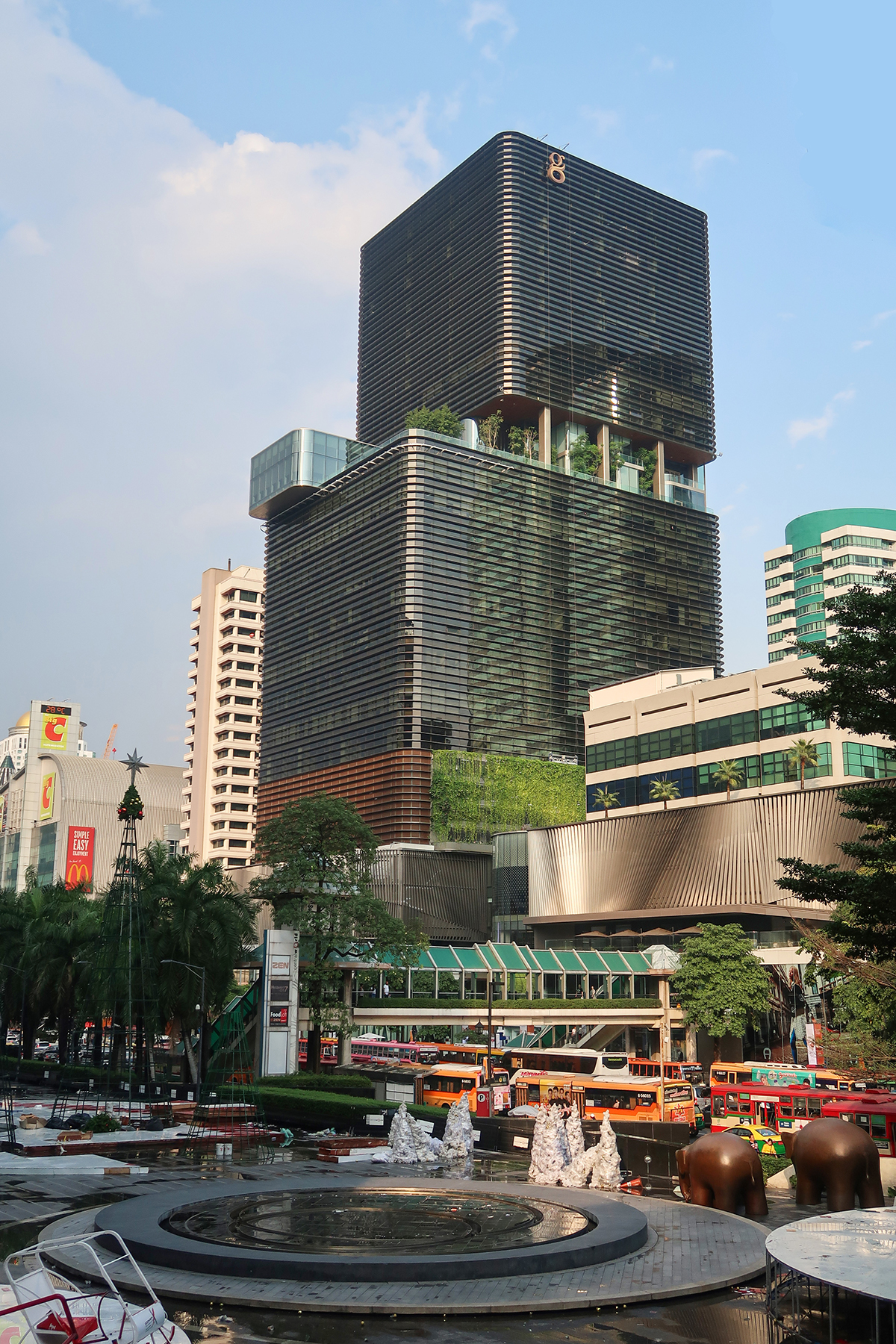
Gaysorn Tower hoàn thành năm 2017
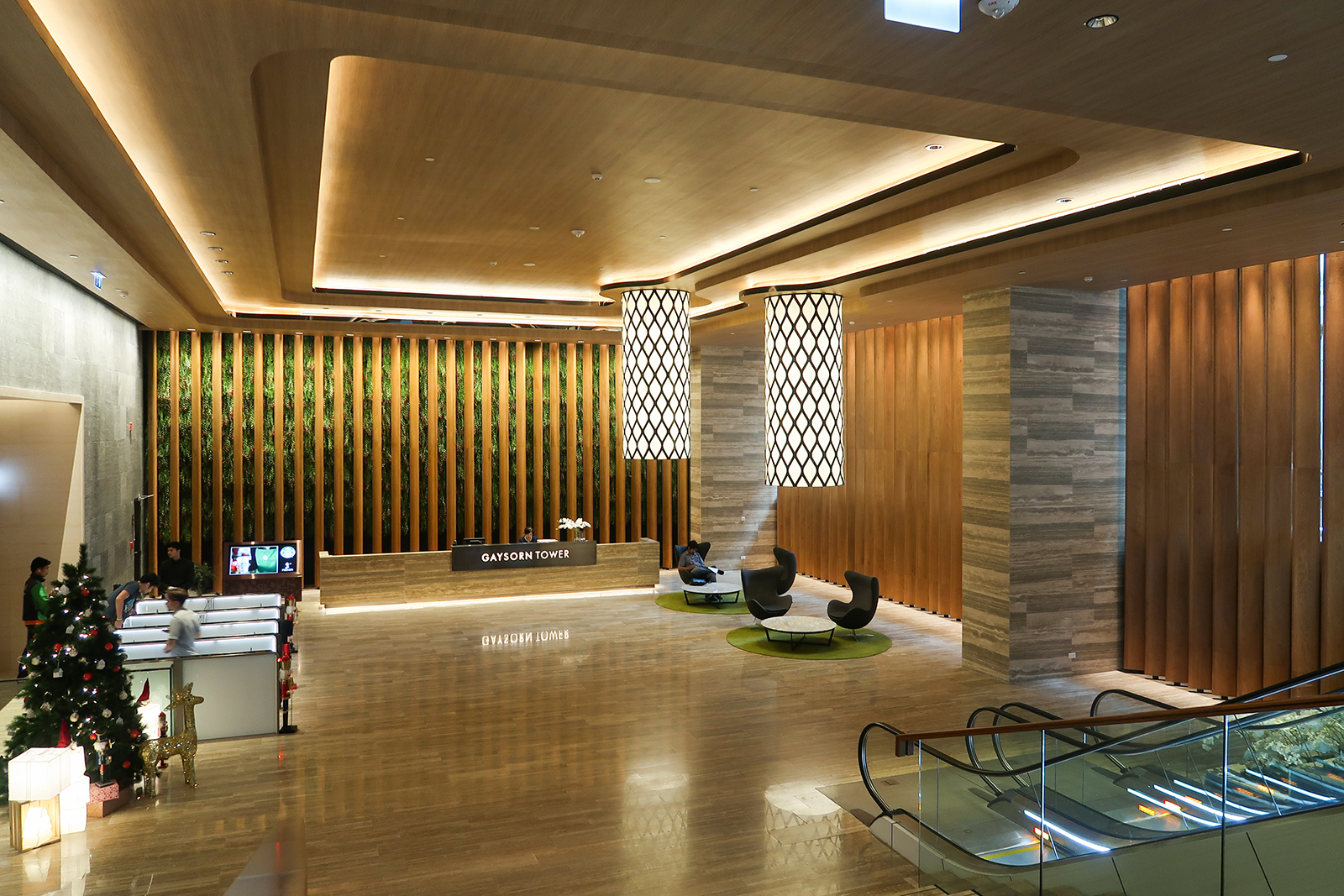
Hàng lang văn phòng Gaysorn Tower
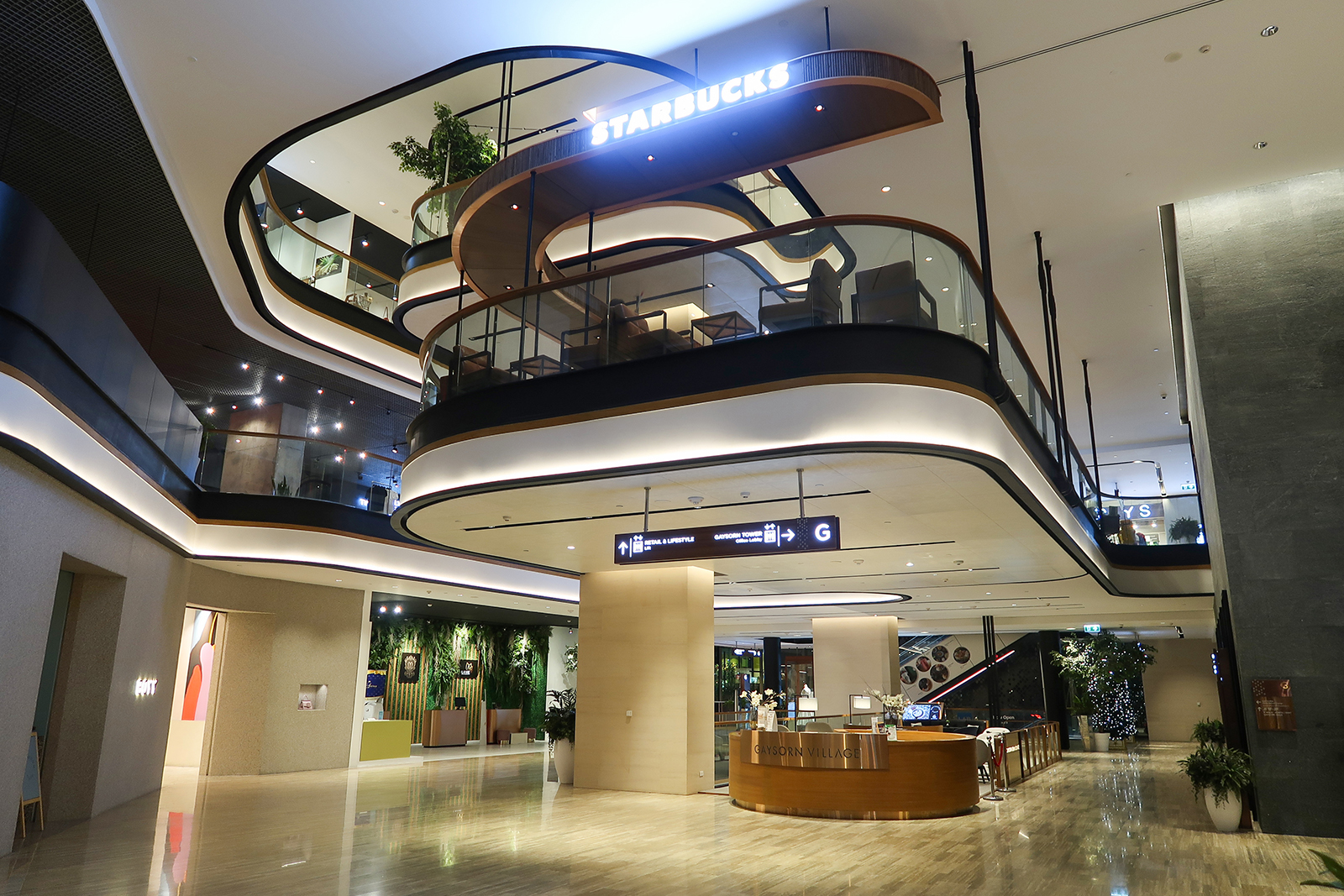
Lối đi bộ Gaysorn

## Vận chuyển
- BTS Skytrain Tuyến Sukhumvit - Gaysorn liên kết trực tiếp với cầu bộ hành tại tầng 2 đi đến Ga Chit Lom, InterContinental Hotel, Grand Hyatt Erawan Bangkok, Holiday Inn, Erawan Bangkok, Amarin Plaza và CentralWorld.